# Лимон, Ада
Ада Лимон (англ. Ada Limón, род. 28 марта 1976 года) — американская поэтесса, 24-й поэт-лауреат США.

## Ранние годы
По национальности мексикано-американка. Выросла в Сономе, Калифорния. Изучала театральное искусство в драматической школе Вашингтонского университета. После обучения на курсах писательского мастерства различных профессоров, включая Коллин Макэлрой, в 2001 году получила степень магистра изящных искусств в Нью-Йоркском университете, в котором она училась у Шерон Олдс, Филлипа Левина, Мари Хау, Марка Доути, Аги Шахида Али и Тома Слея.
После завершения обучения Ада Лимон получила приглашение жить и писать в Центре изящных искусств в Провинстауне, Массачусетс. В 2003 году она получила грант от Нью-Йоркского фонда искусств и Чикагскую литературную награду в области поэзии.

## Карьера
В течение 12 лет проживала в Нью-Йорке, где работала в различных журналах, таких как «Martha Stewart Living», «GQ», и «Travel + Leisure». В настоящее время Ада проживает, пишет и преподаёт в городах Лексингтон, Кентукки и Сонома, Калифорния.
Первая книга Ады Лимон «Счастливое крушение» в 2005 году стала победителем поэтической премии издательства Autumn House Press, а её вторая книга «Этот большой фальшивый мир» получила в 2006 году поэтическую премию журнала «Pearl». 
После публикации третьей книги «Акулы в реках» (2010), обозреватель «The Brooklyn Rail» заметил: «В отличие от многих современных поэтом, работы Лимон не являются производными или деконструктивистскими. Её проповеди персональны, она придаёт им подлинность изобретения и самопознания». Четвёртая книга Ады «Яркие мёртвые вещи» вышла в 2015 году и попала в шорт-лист Национальной книжной премии в области поэзии. Впоследствии, её книга 2018 года «Перевозка» (англ. The Carrying) выиграла премию Национального книжных критиков.
Поэма Ады «Национальная птица» появилась в выпуске журнала «The New Yorker» от 2 июня 2014 года, а её поэма «Как торжествовать, как девушка» (2013) о лошадях получила премию «Пушкарт» 2015 года. Её работы также выходили в журналах «Harvard Review» и «Pleiades».
В настоящее время Ада работает на факультете изящных искусств Университета Квинс в Шарлотте и участвует в онлайн-программе «24 Перл Стрит» Центра изящных искусств Провинстауна.
Ада также является бенефициаром женского фонда Кентукки.
В 2013 году была судьёй Национальной книжной премии в области поэзии.
В июле 2022 года Библиотекарь Конгресса Карла Хайден назначила её 24-м поэтом-лауреатом США.